# 南外宗正司遗址
南外宗正司遗址，位于中国福建省泉州市鲤城区古榕巷60号院内，是一处掌管宋代外居宗室事务的官署和南宋皇族居住遗址，由芙蓉堂、睦宗院、惩劝所、自新斋、天宝池、忠厚坊等构成，面积约45080平方米。出土的宋元时期陶瓷器、陶制建筑构件，以及一些生活用具均佐证了该地点曾是南外宗正司司署和皇室宗室居住场所，以及曾作为水陆寺基址的历史。据考古发掘及文献推测南外宗正司相关水池遗迹的形状基本为长方形，南北方向，面积约12480平方米。对于研究南宋时期宋代外居宗室迁移到泉州、在泉州生活、参与海外交通贸易，促进泉州政治地位的提高、社会经济的发展和文化的繁荣等方面具有重要的意义。2020年1月21日增补为第九批福建省文物保护单位。